# رافائل دیاز-بالارت
رافائل دیاز-بالارت (انگلیسی: Rafael Díaz-Balart؛ ۱۷ ژانویه ۱۹۲۶ – ۶ مهٔ ۲۰۰۵) سیاستمدار و وکیل اهل کوبا بود. وی به عنوان رهبر اکثریت مجلس نمایندگان کوبا و معاون وزیر کشور در دوران ریاست فولخنثیو باتیستا ثالدیوار خدمت کرده‌است.